# Groupement de recherche et d'études pour la civilisation européenne
« GRECE » redirige ici. Pour les articles homophones, voir Graisse et Grèce.
Ne doit pas être confondu avec Nouvelle droite française.
Pour les articles homonymes, voir Nouvelle Droite.
Le Groupement de recherche et d'études pour la civilisation européenne, également connu sous l'acronyme GRECE et l'appellation médiatique « Nouvelle Droite », est une « société de pensée à vocation intellectuelle » (ou « communauté de travail et de pensée ») officiellement fondée en janvier 1969 par quarante militants issus de la mouvance nationale-européenne incarnée par des mouvements comme Europe-Action — revue et cercle animés par Dominique Venner et Jean Mabire —, la Fédération des étudiants nationalistes (FEN), le Mouvement national du progrès (MNP) ou le Rassemblement européen de la liberté (REL). Le philosophe Alain de Benoist en est considéré comme la « tête pensante ».
L'idée de départ du GRECE était de reconquérir le terrain culturel en quittant le domaine purement politique. Après avoir défendu dans les années 1970 un « ethno-différentialisme », il s'en écarte progressivement dans les années 1980.

## Historique

### Création et débuts
Après une première réunion nationale, tenue les 4 et 5 mai 1968, qui suit une série de contacts pris à l'automne précédent, les statuts de cette « société de pensée » sont officiellement déposés à la préfecture des Alpes-Maritimes le 17 janvier 1969. Parmi ses fondateurs, le journaliste et écrivain français Alain de Benoist est celui qui accède à la plus grande notoriété ; les autres sont « Pierre d'Arribère » (pseudonyme d'un ancien Waffen-SS[Qui ?], responsable du lancement financier du GRECE), Pierre Bérard, Jacques Bruyas, Yves Esquieu, « Julien Lebel » (Dominique Venner), Roger Lemoine, Giorgio Locchi, Antonio Lombardo, Jean-Jacques Mourreau, Jean-Claude Rivière, Maurice Rollet, Yves Rouxeville, Jean-Paul Touzalin, Jean-Claude Valla, Roger Vétillard, Pierre Vial, Jean-Marcel Zagamé ; mais aussi Jean-Pierre Brosse, Daniel Butreau, Jacques Chessel, Jean-Claude Carasco, Vincent Decombis, Gérard Denestèbe, Jacques Douris, Gilles Fournier, Alain Gary, Dominique Gajas, Claude Grandjean, Robert Lapeyre, Alain Mallard, « Pierre Marcenet » (Georges Schmelz), Michel Paysant, Jean-Yves Péquay, Yves Pondaven, Pierre-Henri Reboux, François Ruph, Jean-Pierre Toni, Jacques Vassigny, Jacques Vernin.
Dans la lignée de Dominique Venner — qui, à la suite de son manifeste intitulé Pour une critique positive (1962), constatait le décalage entre les aspirations des Français et le caractère suranné des propositions des organisations activistes et voulait de ce fait « combattre plus par les idées et l'astuce que par la force » —, Alain de Benoist et ses amis souhaitaient créer un pôle intellectuel destiné à influencer la droite française par l'élaboration d'une « nouvelle culture de droite » capable d'affronter la « problématique dominante », mélange de culture judéo-chrétienne et d'idéologie marxiste ou marxisante alors à l'honneur dans le monde intellectuel et universitaire français.
Pour ce faire, une longue période de réflexion et de maturation est nécessaire, période pendant laquelle sera abandonné le champ de la politique proprement dite au profit de ce qu'ils appellent la « métapolitique », définie comme « le domaine des valeurs qui ne relèvent pas du politique, au sens traditionnel du terme, mais qui ont une incidence directe sur la constance ou l'absence de consensus social régi par le politique ».
Le GRECE, qui comptait en son sein des journalistes et des universitaires, articula l'essentiel de ses activités autour d'une revue doctrinale fondée en 1974, Études et Recherches, et des revues Nouvelle École (dont le premier numéro date de février-mars 1968) et Éléments (fondée en 1973 sous sa forme actuelle).
Durant la première décennie d'existence du GRECE, ses responsables se sont appliqués à constituer et étendre leurs réseaux de pénétration des élites : ainsi organisent-ils des conférences et des séminaires tant à Paris qu'en province (« Qu'est-ce que la métapolitique ? » en novembre 1968, « La question des valeurs » en mai 1970, « Morale d'hier, éthique de demain » en octobre 1971, « L'histoire a-t-elle un sens ? » en octobre 1973, « Des élites pour quoi faire ? » en janvier 1975, « Les illusions de l'égalité » en décembre 1977, etc.), des « camps de réflexion » rappelant ceux de la FEN, et même une université d'été. Ils patronnent par ailleurs des organisations « amies », non intégrées à l'organigramme du GRECE mais proches de lui par les personnalités qui les fréquentent ou la thématique qui y est abordée : ainsi le cercle Pareto à l’Institut d’études politiques de Paris, le cercle Galilée à Lyon, le cercle Jean Médecin à Nice, le cercle Henry de Montherlant à Bordeaux, le CLOSOR (Comité de liaison des officiers et sous-officiers de réserve), le GENE (Groupe d'études pour une nouvelle éducation), etc. Issue du cercle Erasme, une branche belge du GRECE a également été créée en 1971 (son ancien dirigeant, Georges Hupin, faisant depuis lors figure de vieux maurrassien). S'attachant à investir des organes de presse implantés dans le public qu'ils se proposaient de convaincre, des membres du GRECE entrèrent dans deux publications du groupe Bourgine, Valeurs actuelles et Le Spectacle du monde.
En septembre 1977, l'arrivée à la tête des services culturels du Figaro de Louis Pauwels, ancien directeur de Planète, va permettre aux thématiques grécistes d'être connues du grand public : Le Figaro Magazine, hebdomadaire à forte diffusion dont il devient directeur, est créé en octobre 1978. Lors de sa création figuraient Patrice de Plunkett, nommé rédacteur en chef adjoint, Jean-Claude Valla, Yves Christen, Christian Durante, Michel Marmin, tous membres du GRECE. Si l'existence d'autres courants de pensée au sein du « Fig Mag » ne permet pas d'en faire une sorte d'antenne médiatique du GRECE, l'influence qu'y a exercée jusqu'en 1981 le noyau dur de la Nouvelle Droite a été considérable.
Le GRECE et, dans une moindre mesure, le Club de l'horloge, club de réflexion « national-libéral », font l'objet d'une campagne de presse hostile en 1979 (près de 500 articles sont publiés en quelques mois), dénonçant dans la galaxie de la Nouvelle Droite une « nouvelle extrême droite ». Les deux associations ont cependant des buts et statuts très différents et ne comptent que quelques membres en commun, Yvan Blot, président du Club de l'horloge, étant un temps adhérent du GRECE.
D'autres campagnes suivront sur le même thème, à quelques variantes près (en 1993, Alain de Benoist se verra reprocher de « brouiller les pistes » en tentant de se rapprocher de la gauche en général et des communistes en particulier) dans les années 1980 et 1990, relayées entre autres par Le Monde, Le Canard enchaîné, Libération. Le GRECE y perd son implantation au Figaro Magazine (durant l'été 1981) et fait désormais son chemin dans un relatif isolement.
À son apogée à la fin des années 1970, le GRECE a, selon ses responsables, compté près de 4 000 adhérents.
La Nouvelle Droite a su attirer des personnalités d'horizons divers : ont ainsi accepté de patronner Nouvelle École à ses débuts (ce qui ne signifie certes pas faire profession de foi néodroitière) des héritiers de l'Action française (Pierre Gaxotte, Thierry Maulnier), des intellectuels « libéraux » (Louis Rougier), des partisans de la sociobiologie, des « nostalgiques du fascisme français et des courants collaborationnistes » et d'autres intellectuels éloignés de l'extrême droite, tels qu'Arthur Koestler et Julien Freund.

### Le tournant des années 1980
Après l'« été de la Nouvelle Droite », polémique médiatique qui éclata durant l'été 1979, et l'écartement consécutif des grécistes du Figaro magazine, le GRECE (dont certains membres s'étaient implantés dans l'université) entame petit à petit, à partir de thèmes (souvent) présents chez lui mais approfondis, une certaine évolution (qui lui coûtera ses quelques appuis conservateurs), Alain de Benoist affichant plus volontiers des thèses tiers-mondistes, antilibérales et antiaméricaines. Certains de ses membres se retrouvent autour de l'éphémère Magazine hebdo lancé en 1983 par Alain Lefebvre, directeur du groupe Media, ou de L'Histoire. Parallèlement, plusieurs figures du mouvement le quittent, comme l'universitaire Pierre Vial, qui rejoint le Front national, ou Guillaume Faye, qui poursuit une carrière dans la presse (création du bref journal J'ai tout compris) et comme animateur sur la radio libre Skyrock, avant de revenir en politique en 1998 pour défendre des thèses radicales qui se heurtent aux positions désormais plus consensuelles d'Alain de Benoist. Guillaume Faye fut un intellectuel important de cette mouvance de la fin des années 1970 à 1986, et assura la conduite du « Secrétariat Études et Recherches » (SER) du GRECE jusqu'à cette dernière date. Le SER fut ensuite assuré par Georges Charbonneau, collaborateur d’Éléments et Nouvelle École.
De 1987 à 1991, Jacques Marlaud assume la présidence du GRECE, succédant au professeur Jean Varenne. Dans un droit de réponse à Jean Daniel, il précise les différences (critique du judéo-christianisme, éthique païenne, européisme, régionalisme, etc.) qui rendent, selon lui, inacceptable l'assimilation de la « Nouvelle Droite », incarnée par le GRECE, à la droite nationaliste et catholique qu'il serait convenu d'appeler extrême droite. Selon le « Rapport Rousso » :

« (…) le GRECE n’est pas un avatar du nationalisme français. Il défend l’idée d’un nationalisme européen, l’“Europe” signifiant suivant les cas et les périodes, le berceau de la “race blanche”, une culture singulière ou encore une civilisation “supérieure”, aujourd’hui menacée. »

L’une des obsessions du GRECE se situe enfin, et sans doute principalement, dans la glorification de l'héritage indo-européen des cultures celtiques et romaines ». Pierre-André Taguieff explique cependant que celle-ci poursuit « une critique du nationalisme (…) au nom d'une défense des identités collectives » et des différences et souligne que les emprunts qui peuvent être faits, non sans distorsions, au discours du GRECE « n'autorisent pas à [classer Alain de Benoist] parmi les nationalistes xénophobes qu'il dénonce nommément. » De fait, ce dernier a, d'après Christian Savés (du CNRS), conduit une « remarquable entreprise de démystification » de l'« idéologie ethnocidaire de l'Occident ».
Dans les années 1990, le GRECE envisagea de changer de nom : Groupement pour le renouveau éthique et culturel de l'Europe ou bien Groupement de recherche sur l'éthique de la culture européenne[réf. nécessaire].
Le GRECE axant la majeure partie de son travail sur une critique du libéralisme et du mondialisme, une partie de ses protagonistes manifestent parfois leur aversion pour le Front national, auquel Alain Benoist reprochaient en 1992 sa tendance à la xénophobie et son libéral-conservatisme. Cette évolution conduit certains, notamment à droite, à placer le GRECE à gauche, bien que cette association reste très critique à l'égard des thèses universalistes et du « mythe égalitaire » auxquels elle oppose une conception fondée sur l'« ethno-différencialisme » et la diversité. Son rejet de l'égalitarisme se trouve bien illustré par cet extrait de l'emblématique ouvrage d'Alain de Benoist, Vu de droite (au fil des années, le GRECE a pris soin de distinguer sa critique de l'égalitarisme du darwinisme social, et de préciser que celle-là ne saurait en aucune façon constituer une justification de celui-ci) :

« À mes yeux, l'ennemi n'est pas “la gauche” ou “le communisme”, ou encore “la subversion”, mais bel et bien cette idéologie égalitaire dont les formulations, religieuses ou laïques, métaphysiques ou prétendument “scientifiques”, n'ont cessé de fleurir depuis deux mille ans, dont les “idées de 1789” n'ont été qu'une étape et dont la subversion actuelle et le communisme sont l'inévitable aboutissement.

Cela ne signifie pas, bien entendu, que toute inégalité soit à mes yeux nécessairement juste. Il y a au contraire de nombreuses inégalités parfaitement injustes ; ce sont souvent celles que notre société égalitaire laisse d'ailleurs subsister. Professer une conception anti-égalitaire de la vie, c'est estimer que la diversité est le fait-du-monde, et que cette diversité induit des inégalités de fait ; que la société doit prendre en compte ces inégalités et admettre que la valeur des personnes par rapport aux différents objets est incommensurable d'une personne à une autre. »

Il reproche également à la gauche française une pratique constante du « terrorisme intellectuel ». À l'inverse, des quotidiens comme Le Monde, Libération ou L'Humanité font du GRECE « une officine d'extrême droite ». Sur le fond, le GRECE récuse ces étiquettes et conteste même dans de nombreux articles la pertinence du clivage gauche-droite.
Selon l'historienne Ariane Chebel d'Appollonia, « il est indéniable que le GRECE a contribué à la diffusion du néo-fascisme en France ».
En 2019, Lucie Soullier du Monde estime que l'Institut Iliade est l'héritier idéologique du GRECE, « pensé à la fin des années 1960 comme une « Nouvelle droite » identitaire et nationaliste prêchant la différence entre les peuples ».

## Thèmes et orientations

### Civilisation, anthropologie, histoire
Le GRECE se distingue par un intérêt marqué pour les cultures et l'histoire des « vieux peuples du promontoire » (Louis Pauwels), à savoir les Indo-Européens. Il livre régulièrement des articles sur l'archéologie, les civilisations ou les mythes constitutifs des cultures européennes, en particulier sur les mythes celtiques, germaniques et nordiques. Son étude des traditions européennes le conduit à élaborer, — influencé par l'épistémologue et historien rationaliste des origines du christianisme Louis Rougier —, un discours de rejet de la religion chrétienne et du monothéisme, considérés comme une surcouche d'implantation relativement tardive.
Par contraste, le GRECE invite à un retour de la réflexion sur le paganisme. Cette attitude s'articule cependant sur une critique des « religiosités secondaires » (Oswald Spengler), le conduisant à élaborer une approche philosophique du paganisme, par opposition aux pratiques New Age, néodruidistes ou aux modes occulto-ésotéristes. Ainsi Alain de Benoist écrit-il qu'il ne cherche pas à « jouer les druides d'opérette et les Valkyries d'occasion ». Il précise :

« Nous ne cherchons pas à revenir en arrière mais à reprendre les fils d'une culture trouvant en elle-même ses raisons suffisantes. Ce que nous cherchons derrière les visages des dieux et des héros, ce sont des valeurs et des normes. »

### Philosophie, sciences et société
Les revues du GRECE publient également de nombreux articles de philosophie politique, de commentaires sur l'actualité ou d'analyses littéraires sur des thèmes et des auteurs variés : Carl Schmitt, Julien Freund, Vilfredo Pareto, Ernst Jünger, Georges Dumézil — qui a fait partie du comité de patronage de Nouvelle Ecole de mai-juin 1972 à novembre 1973 —, le communisme, le libéralisme, nationalisme et question identitaire, la question religieuse, les théories économiques non-orthodoxes, la physique, darwinisme et société, racisme et antiracisme, etc. Différents sujets reflétant eux-mêmes la diversité des orientations au sein de l'association.
Ces dernières années, le GRECE a surtout développé l'idée d'une Europe puissante politiquement et débarrassée du joug américain et du libéralisme, lequel représente « l'ennemi principal », incarnant « l'idéologie dominante de la modernité, la première à apparaître, qui sera aussi la dernière à disparaître ». Il étudie régulièrement des solutions « alternatives » telles que l'écologie, le communautarisme, le localisme.
Selon Le Monde, la pensée écologiste du GRECE s'inspire de l'écologie profonde du philosophe norvégien Arne Næss.
En février 1999, dans le no 94 de la revue Éléments, le GRECE publie sous la signature de Robert de Herte (Alain de Benoist), « éditorialiste », et de Charles Champetier, rédacteur de chef, une synthèse de ses positions sous le titre : « La Nouvelle Droite de l'an 2000 », présentée comme « le premier manifeste de la Nouvelle Droite », récapitulant « trente ans de réflexion intellectuelle tout en projetant notre école de pensée vers le XXIe siècle ».
Le 29 novembre 2008, Le GRECE a fêté le 40e anniversaire de son existence[source insuffisante]. En présence d'une centaine de personnes, Alain de Benoist a, entre autres, résumé le thème d'un colloque organisé à Moscou par le Mouvement international eurasiatique auquel il venait de participer à propos de la « quatrième théorie » (correspondant au quatrième nomos de Carl Schmitt) développée par Alexandre Douguine, selon laquelle après l'échec patent ou potentiel des trois grandes théories qui se sont imposées au monde par le biais de la modernité occidentale, fascismes, communisme, libéralisme, s'ouvre l'ère d'une « quatrième vision du monde » dont on ne pourrait encore cerner les contours précis, mais qui devrait prendre en compte le nouveau multilatéralisme international issu de la décomposition de l'hégémonie occidentale ayant prévalu jusqu'ici.[réf. nécessaire]

## Présidents
- Roger Lemoine (1970-1984)
- Claude Chollet (1984)[44]
- Jean Varenne (1984-1987)
- Jacques Marlaud (1987-1991)
- Michel Marmin (1991-1992)[45]
- Jean-Claude Jacquard (1992-2013)
- Michel Thibault (depuis 2013)[réf. souhaitée]

## Publications
Le GRECE est lié à trois revues : Éléments, Nouvelle École et Krisis.
Il fait également paraître les Actes de ses « colloques nationaux » annuels.

### Éditions Copernic
En septembre 1976, les Éditions Copernic sont créées par plusieurs membres du GRECE : elles publient les écrits des auteurs affiliés à celui-ci ainsi que ceux d'historiens, de psychologues et de philosophes du XXe siècle considérés comme des « précurseurs » (comme Louis Rougier, Oswald Spengler, Hans Eysenck ou Julius Evola).
Elles sont remplacées dès la fin des années 1970 par les éditions du Labyrinthe.

### Éditions du Labyrinthe
À partir de la fin des années 1970, cette maison propose un catalogue d'ouvrages publiés par Alain de Benoist, chef de file du mouvement et plusieurs autres titres de Pierre Gripari, Louis Rougier, etc.
Elle a comporté plusieurs collections[Lesquelles ?].